# Villeton
Villeton (gaskognisch Vilaton) ist eine französische Gemeinde mit 474 Einwohnern (Stand 1. Januar 2022) im Département Lot-et-Garonne in der Region Nouvelle-Aquitaine (vor 2016 Aquitaine). Die Gemeinde gehört zum Arrondissement Marmande und zum Kanton Les Forêts de Gascogne. Die Einwohner werden Villetonnais genannt.

## Geografie
Villeton liegt etwa 80 Kilometer südöstlich von Bordeaux an der Garonne. Umgeben wird Villeton von den Nachbargemeinden Lagruère im Norden und Nordwesten, Tonneins im Osten, Monheurt im Süden und Südosten, Puch-d’Agenais im Süden und Südwesten, Razimet im Südwesten sowie Calonges im Westen.

## Bevölkerungsentwicklung
| Jahr                       | 1962 | 1968 | 1975 | 1982 | 1990 | 1999 | 2006 | 2018 |
| Einwohner                  | 469  | 471  | 426  | 444  | 511  | 519  | 515  | 457  |
| Quellen: Cassini und INSEE |      |      |      |      |      |      |      |      |

## Sehenswürdigkeiten
- Kirche Saint-Christophe
- Bauernmuseum

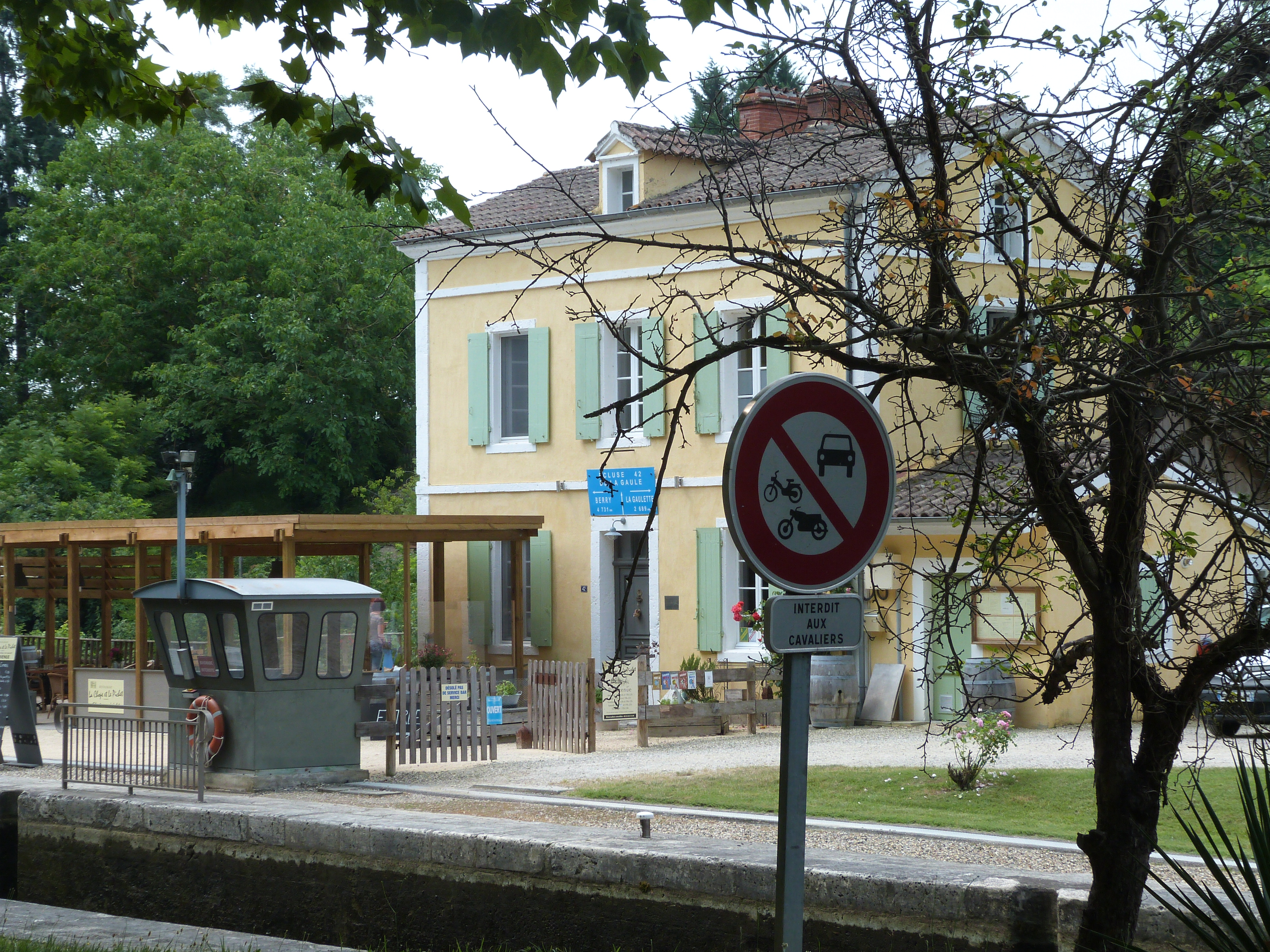
Ehemaliges Schleusenwärterhaus am Canal latéral à la Garonne
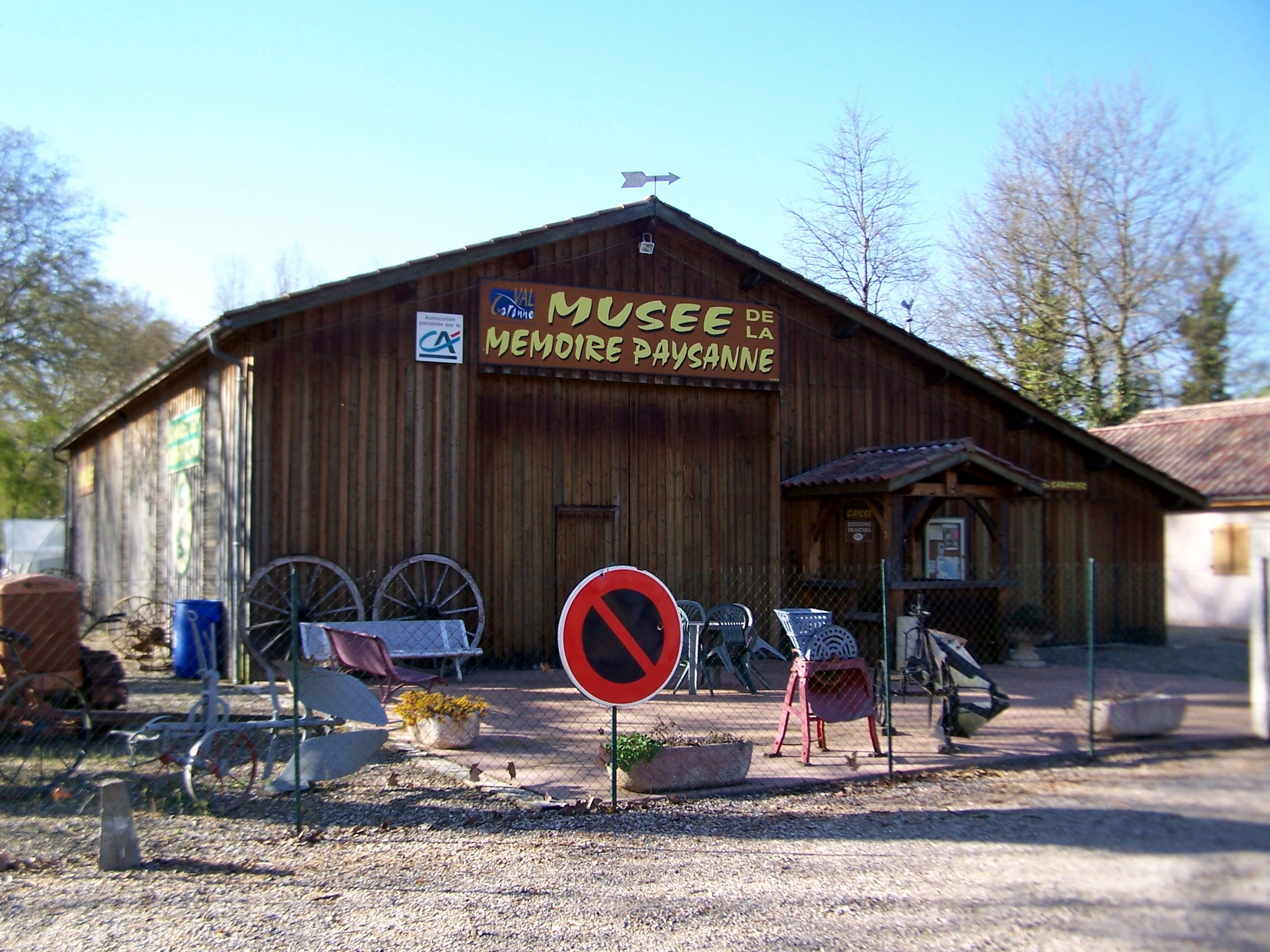
Bauernmuseum